# Helmand (tỉnh)
Helmand (tiếng Pashto / tiếng Ba Tư: هلمند) là một trong số 34 tỉnh của Afghanistan. Tỉnh nằm ở phía tây nam của đất nước, phía bắc giáp các tỉnh Farah và Ghor, phía nam giáp tỉnh Balochistan của Pakistan, phía đông giáp các tỉnh Daykundi, Oruzgan và Kandahar, phía tây giáp tỉnh Nimruz. Tỉnh lị là Lashkar Gah. Sông Helmand chảy qua các khu vực chủ yếu là sa mạc, cung cấp nước cho thủy lợi.
Helmand là khu vực sản xuất thuốc phiện lớn nhất thế giới, chiếm 42% tổng sản lượng của thế giới, nhiều hơn so với sản lượng toàn bộ thuốc phiện sản xuất ở Myanma, là lớn nhất quốc gia sản xuất thứ hai sau Afghanistan. 